# Landrethun-lès-Ardres
Landrethun-lès-Ardres è un comune francese di 702 abitanti situato nel dipartimento del Passo di Calais nella regione dell'Alta Francia.

## Società

### Evoluzione demografica
Abitanti censiti